# Lista över Victory Records artister
Denna artikel listar nuvarande och före detta artister på Victory Records.

## Nuvarande artister
| - Abandoned by Bears - A Day to Remember - A Hero a Fake - Aiden - Amber Pacific - Arise and Ruin - The Autumn Offering - Before There Was Rosalyn - Beneath the Sky - Blackguard - Carnifex - Catch 22 - Chase Long Beach - Close Your Eyes - Comeback Kid - Corpus Christi - Counterparts - Destrophy - Design the Skyline - Driver Side Impact - Dr. Acula - Emmure - Farewell to Freeway - Seven Second Fuse - Four Letter Lie - Freya - God Forbid - Gravemaker | - Ill Niño - Jamie's Elsewhere - Jungle Rot - Just Left - Kills and Thrills - Otep - Path of Resistance - Pathology - Psycho Enhancer - Red I Flight - Ringworm - The Scenic - Secret Lives of the Freemasons - Sister Sin - The Sleeping - These Hearts - Taproot - Thieves and Villains - The Bunny the Bear - The Tossers - Victorian Halls - Voodoo Glow Skulls - The Warriors - William Control - Within the Ruins - Warz - Wretched |

## Tidigare artister
| - 1997 - A18 - A Perfect Murder - Across Five Aprils - Action Action - All Out War - Atreyu - The Audition - Baby Gopal - Backfire - Bad Brains - Bayside - Between the Buried and Me - Billingsgate - The Black Maria - Blood for Blood - Bloodlet - Boysetsfire - Buried Alive - Bury Your Dead - Burning Heads - By the Grace of God - Cast Iron Hike - Cause for Alarm - Cockney Rejects - Count the Stars - Damnation A.D. - Darkest Hour - Dead to Fall - Deadguy - Doughnuts - LENR - Earth Crisis - Electric Frankenstein - Endwell - The Forecast - Flames of Retribution - Funeral for a Friend - Fury of Five - Giles - Glasseater - Grade - Grey Area - Guilt - Hatebreed - Hawthorne Heights - Hi-Fi and the Roadburners - Hoods - House of Lords - The Hurt Process - Iceburn - In Cold Blood - Inner Strength - Insight - Integrity | - June - The Junior Varsity - Killing Time - L.E.S. Stitches - Lockweld - Madball - Madcap - Martyr A.D. - Minus - Moros Eros - Nights Like These - No Innocent Victim - Nodes of Ranvier - On the Last Day - One Life Crew - OS101 (aka Old School 101) - Out of Order - Premonitions of War - Proud to Be Dead - Raid - Reach the Sky - Refused - The Reunion Show - Right Direction - River City Rebels - Run Devil Run - Scars of Tomorrow - Shelter - Shutdown - Silverstein - Sinai Beach - Skarhead - Smoking Popes - Snapcase - Snowdogs - Somehow Hollow - Spitalfield - Stigmata - Straight Faced - Straylight Run - Streetlight Manifesto - Strife - The Strike - Student Rick - Taking Back Sunday - Ten Foot Pole - Thumb - Thursday - Triumph - Warzone - Waterdown - With Blood Comes Cleansing - With Honor - Worlds Collide |